# 长尾鸢尾
长尾鸢尾（学名：Iris rossii）为鸢尾科鸢尾属的植物。分布在朝鲜、日本以及中国大陆的辽宁省等地，生长于海拔500米的地区，见于向阳山坡或林缘草地，目前尚未由人工引种栽培。

## 别名
柔鸢尾（中国东北部植物检索表）